# چراغ‌های خطر
چراغ‌های خطر (انگلیسی: Danger Lights)) فیلمی در ژانر درام به کارگردانی جورج بی سایتز محصول سال ۱۹۳۰ کشور ایالات متحده آمریکا است.

## بازیگران
- لوئیس وولهایم در نقش Dan Thorn
- رابرت آرمسترانگ در نقش Larry Doyle
- جین آرتور در نقش Mary Ryan
- هیو هربرت در نقش Professor
- فرانک شریدان در نقش Ed Ryan
- رابرت ادسون در نقش Tom Johnson
- آلن راسکو در نقش Jim
- ویلیام پی. بورت در نقش Chief Dispatcher
- James Farley در نقش Joe Geraghty
- لی فلپس